# Nymphensittich
Der Nymphensittich (Nymphicus hollandicus) ist die einzige Art in der Gattung der Nymphensittiche (Nymphicus). Innerhalb der Ornithologie war lange strittig, ob der Nymphensittich innerhalb der Ordnung der Papageien (Psittaciformes) zur Familie der Kakadus (Cacatuidae) oder zu den Eigentlichen Papageien (Psittacidae) gehört und dort mit anderen „Sitticharten“ näher verwandt ist. (Alternative Bezeichnungen wie Kakadusittich und Keilschwanzkakadu deuten auf diese Unsicherheiten in der Systematik hin.) Inzwischen ist sicher, dass er den Kakadus zuzuordnen ist. Es unterscheidet sich jedoch kein anderer Kakadu so stark von den übrigen Vertretern der Familie wie der Nymphensittich, weshalb er auch in eine eigene Unterfamilie (Nymphicinae) gestellt wird.
Nymphensittiche sind kleine, schlanke Papageien, die fast den gesamten australischen Kontinent besiedeln. Sie leben sehr nomadisch und streifen in großen Teilen ihres Verbreitungsgebietes umher. Durch diese ständige Durchmischung der Population haben sich keine erkennbaren Unterarten entwickelt. Ihr Schwanz ist lang und konisch. Die Schwingen laufen spitz zu und erreichen angelegt knapp die halbe Schwanzlänge. Der Schnabel ist im Vergleich zur Körpergröße klein. Die Art weist einen auffälligen Geschlechtsdimorphismus auf. Während Männchen eine gelbe Maske (Gesicht) haben, haben Weibchen nur eine leicht gelbe bis gar nicht vorhandene Maske. Jungvögel gleichen zunächst dem adulten Weibchen. Beide Elternvögel sind an der Brut beteiligt und versorgen den Nachwuchs.
Nymphensittiche sind beliebte und weit verbreitete Heimtiere. Um 1840 kamen die ersten Wildfänge nach Europa, zehn Jahre später wurden sie erfolgreich gezüchtet.

## Systematik
Die genaue systematische Einordnung der Nymphensittiche innerhalb der Ordnung der Papageien ist bis heute nicht abschließend geklärt. Der heutige wissenschaftliche Name Nymphicus hollandicus wird erst seit 1832 verwendet.

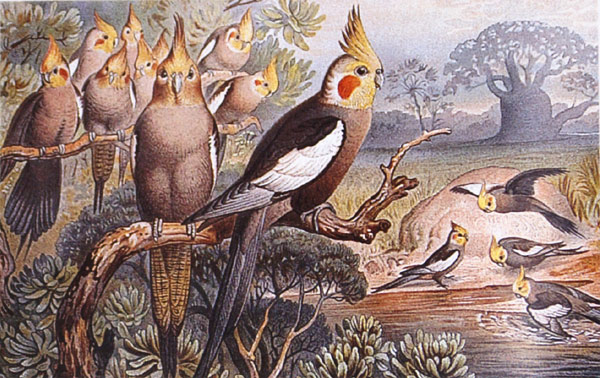
Historische Darstellung der Lebensweise des Nymphensittichs (nach Brehms Tierleben)

1788 nannte Johann Friedrich Gmelin den Nymphensittich „Kakadusittich“ mit dem lateinischen Namen Psittacus novae-hollandiae. Der zweite Teil dieses Namens stellt dabei eine Herkunftsbezeichnung dar: Die ersten Entdecker Australiens, niederländische Seefahrer, hatten den australischen Kontinent „Neu-Holland“ genannt, lateinisch nova hollandia. 1792 legte der Ornithologe Robert Kerr den heutigen Artnamen hollandicus fest. Der Zoologe Johann Georg Wagler stellte 1832 die Gattung Nymphicus auf. Es lässt sich heute nicht mehr ermitteln, wodurch er zu dieser Namenswahl inspiriert wurde.
Dem Nymphensittich wird heute eine systematische Sonderstellung zugewiesen, allerdings in naher Verwandtschaft zum Kakadu. Der Nymphensittich wird häufig in einer eigenen Unterfamilie der Kakadus geführt. Die Unterfamilie Nymphicinae führt mit Nymphicus nur eine Gattung. Über die Entwicklungsgeschichte des Nymphensittichs gibt es verschiedene Thesen, allerdings konnte keine bewiesen werden. Vermutet wird eine gemeinsame, bereits ausgestorbene Stammform. Aus dieser könnten sich sowohl die Plattschweifsittiche als auch die Nymphensittiche und in gleicher Linie die Kakadus entwickelt haben. Inzwischen ist die nahe Verwandtschaft mit den Rabenkakadus (Calyptorhynchus), dem Helmkakadu (Callocephalon fimbriatum) und dem Rosakakadu (Eolophus roseicapilla) erwiesen. Der auffällige Farbdimorphismus zwischen den Geschlechtern weist auf eine enge Verbindung auch zu den Rabenkakadus hin.

## Erscheinungsbild und Körperbau

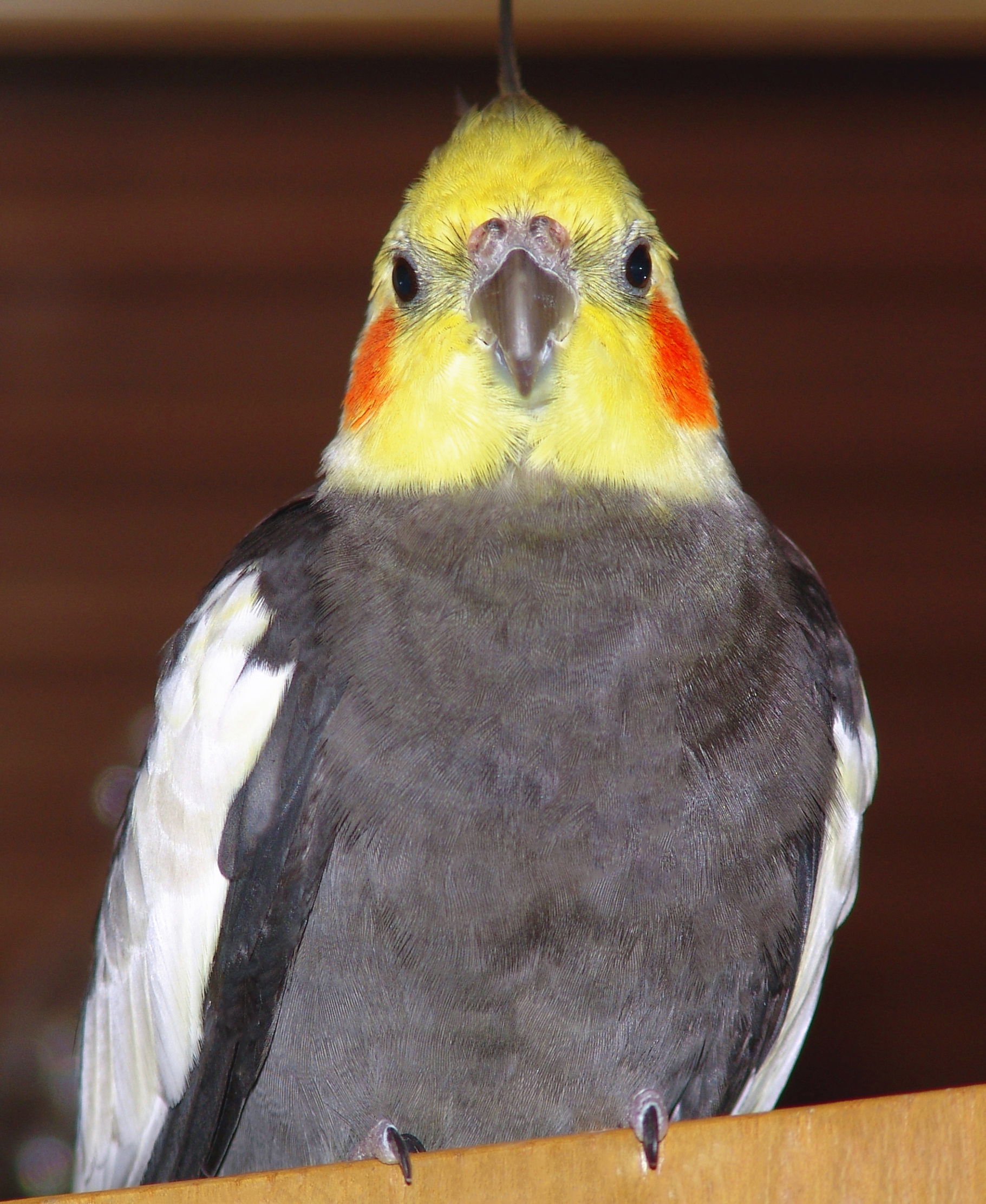
Frontalansicht eines Nymphensittichs

Die Wildform der Nymphensittiche erreicht eine Körperlänge von 32 Zentimetern. Die Vögel werden zwischen 73 und 102 Gramm schwer.
Das ursprüngliche Erscheinungsbild des Nymphensittichs ist grau mit weißen Flügeldecken und einem orangen Wangenfleck. Die Männchen haben eine ausgeprägte gelbe Gesichtsmaske. Die Weibchen haben eine gelb-schwarze Querbänderung an der Schwanzunterseite und sind generell etwas blasser als die Männchen. Wie für Kakadus charakteristisch weisen sie eine Federhaube auf. Der orangefarbene Ohrfleck, den beide Geschlechter haben, ist bei ihnen frühzeitig scharf abgegrenzt. Die Jungvögel ähneln den Weibchen. Bis zu einem Alter von ca. sechs Monaten sind die Männchen und Weibchen deshalb auch nur schwer voneinander zu unterscheiden. Erst wenn nach etwa sechs Monaten die gelben Federn auf dem Kopf sichtbar werden, ist wegen der Farben die Geschlechtsunterscheidung möglich. Da die jungen Männchen mit ihrem Balzgesang oft schon im Alter von vier Monaten beginnen, sind sie ab diesem Zeitpunkt auch schon von den Weibchen zu unterscheiden. Nach einem Jahr ist die Veränderung der Farben abgeschlossen und sie sind nicht mehr von ihren Eltern zu unterscheiden.
Ab diesem Zeitpunkt sollte die Bestimmung des Geschlechts kein Problem mehr sein.
In den letzten 60 Jahren wurden viele Farbschläge gezüchtet, die weit von der Wildform abweichen. Neben den wildfarbenen Nymphensittichen gibt es heute zum Beispiel Geperlte, Lutinos, Schecken, Weißköpfe, Zimter und Kombinationen daraus. Die Unterscheidung der Geschlechter ist mit den neuen Farbschlägen erheblich schwerer und oftmals nur noch anhand des Verhaltens zu klären.

## Natürlicher Lebensraum

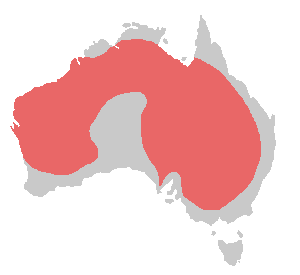
Verbreitung des Nymphensittichs

Nymphensittiche leben in den trockenen Inlandsgebieten Australiens. Sie sind dort derzeit nicht gefährdet, der vorhandene Wildbestand gilt als stabil. Außer in geschlossenen Wäldern sind Nymphensittiche fast in jeder Vegetationsform ihres Lebensraums anzutreffen. Die Schwärme leben nomadisch und durchstreifen dabei weitreichende Gebiete, nur zur Brutzeit lassen sie sich an einem festen Ort nieder. Typischerweise setzt sich ein Schwarm aus bis zu 50 Individuen zusammen. Während der saisonalen Wanderungen bilden sich sehr große Schwärme. Nymphensittiche zählen ähnlich wie Rosa- und Gelbhaubenkakadus zu den australischen Kakaduarten, die von der Anlage künstlicher Viehtränken profitieren. Sie können damit Regionen für einen längeren Zeitraum besiedeln, die zuvor nur nach Regenfällen von ihnen genutzt wurden. An Wasserstellen wurden bereits über 1.000 Tiere gleichzeitig beobachtet.
Durch Gefangenschaftsflüchtlinge haben Nymphensittiche ihr natürliches Verbreitungsgebiet auf urbane Räume im Umfeld von Städten ausgedehnt. Auch bei den vereinzelten Sichtungen von Nymphensittichen auf Tasmanien handelt es sich vermutlich um Gefangenschaftsflüchtlinge.

## Nahrung und Trinkverhalten
Wild lebende Nymphensittiche ernähren sich von Samen, Kernen, Beeren, Pflanzenteilen sowie deren Wurzeln. Eine sehr große Bedeutung haben die Samen unterschiedlicher Gräser. Daneben fressen sie auch landwirtschaftliche Anbauprodukte wie Weizen, Reis und Sorghum. Nymphensittiche zählen daher zu den Kakaduarten, die von der Erschließung des australischen Kontinents durch europäische Siedler profitiert haben. Den größten Teil ihrer Nahrung finden sie am Boden. Sie fressen zwar auch Baum- und Strauchfrüchte, doch dies spielt in ihrer Ernährungsbilanz nur eine geringe Rolle. Bei der Futtersuche auf dem Boden bleibt immer ein Schwarmmitglied (bevorzugt ein Hahn) auf erhöhtem Posten sitzen, um bei Gefahr zu warnen. Die Fluchtdistanz ist sowohl bei der Nahrungssuche als auch beim Aufsuchen von Wasserstellen sehr groß. Sie reagieren dabei auch auf Warnrufe anderer Vogelarten wie etwa die der Zebrafinken und fliegen auf diese Rufe hin sofort auf.
Verhältnismäßig ungewöhnlich ist ihr Trinkverhalten. Sie landen anders als die meisten Vogelarten nicht am Ufer und laufen dann zum Wasser hin, sondern landen unmittelbar im seichten Wasser, trinken dann hastig und fliegen unmittelbar wieder auf. Sie besitzen ein ausgeprägtes Gruppenverhalten, welches das Individualverhalten überwiegt. Bei Gefahr flüchten beispielsweise alle Mitglieder der Gruppe, wenn nur ein Tier des Schwarms einen typischen Warnruf lautstark von sich gibt. Der Lockruf (oder Suchruf) dient dem Zusammenfinden einzelner Individuen oder kleinerer Schwarmeinheiten vor z. B. einem gemeinsamen Flug zur Wasserstelle.

## Fortpflanzung und Sozialverhalten

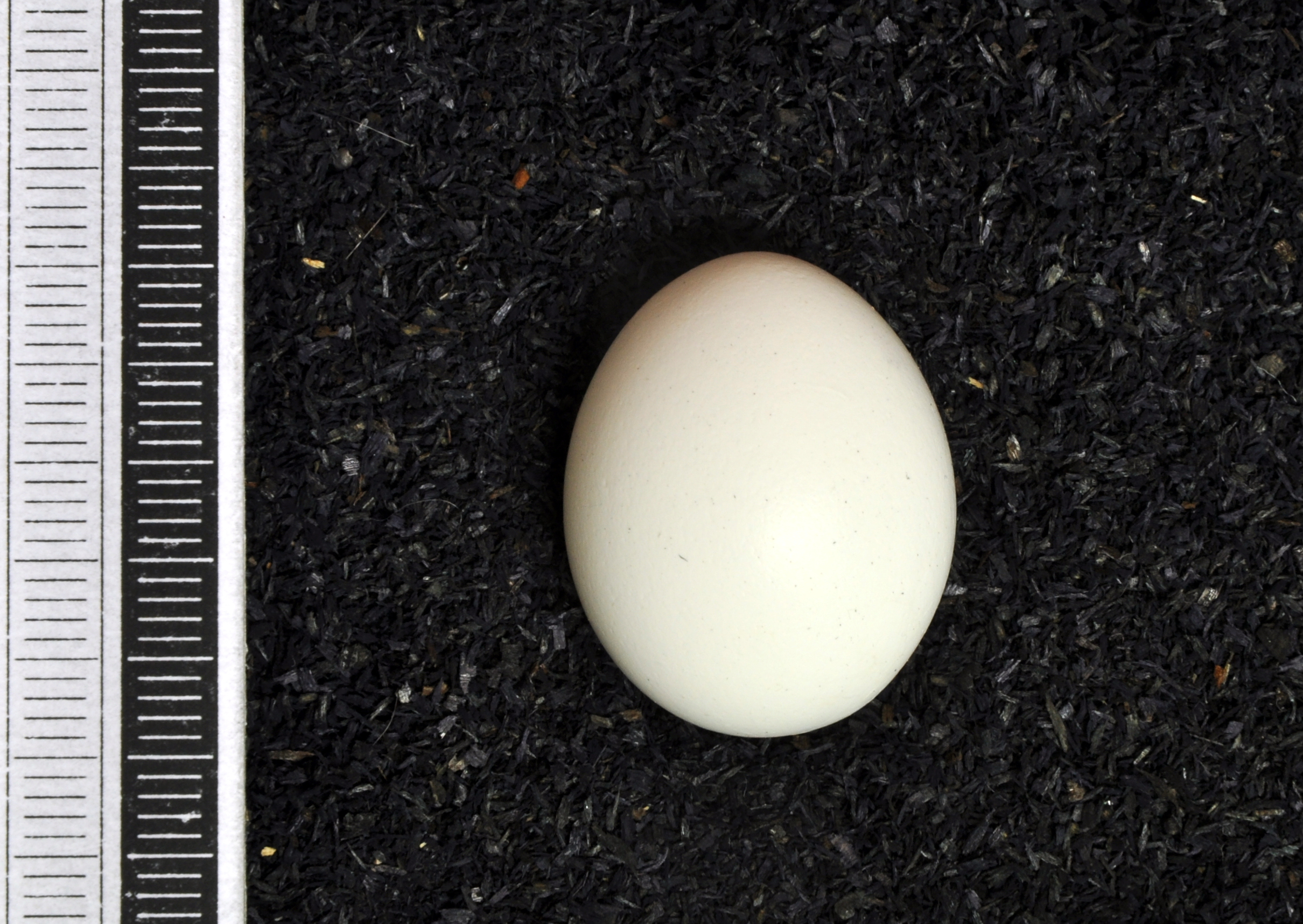
Ei, Sammlung Museum Wiesbaden

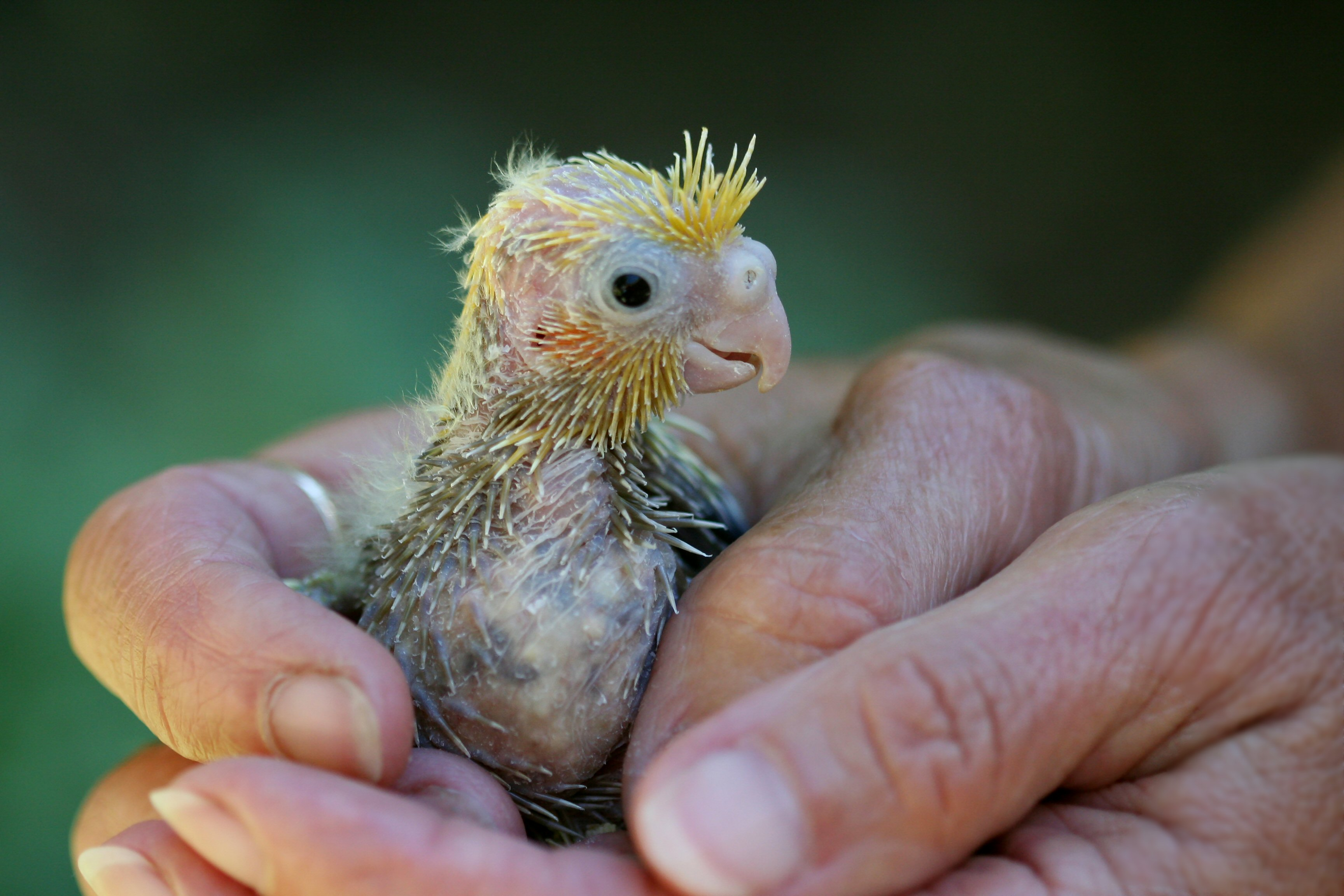
Nymphensittich-Nestling

Nur in den Randzonen ihres großen Verbreitungsgebietes ist die Fortpflanzungszeit der Nymphensittiche an bestimmte Zeiten gebunden. Im größten Teil ihres Verbreitungsgebietes hängt der Beginn der Brutsaison von einem entsprechenden Nahrungsangebot und damit vom Zeitpunkt und der Menge des Niederschlags ab. Je nach klimatischen Bedingungen sind zwei bis drei erfolgreiche Bruten möglich.
Auch innerhalb großer Schwärme leben Nymphensittiche monogam. Der Paarzusammenhalt ist daran erkenntlich, dass verpaarte Vögel dicht beieinander fliegen und auch während der Nahrungssuche eng zusammenlaufen. Balzende Nymphensittiche sind daran erkenntlich, dass die Männchen sich mit tänzelnden Schritten den Weibchen nähern. Die Männchen halten dann kurz inne, senken Körper und Kopf abwärts und richten sich dann sehr schnell wieder auf, wobei sie ihre Flügel etwas öffnen.
Nymphensittiche sind Höhlenbrüter. Die Vögel suchen sich Nistplätze in Wassernähe – oft sind es Eukalyptusbäume, in denen sich die Nisthöhlen in etwa drei Meter Höhe befinden. Ein Gelege besteht aus drei bis sechs Eiern. Diese werden meist mit einem Zeitabstand von zwei Tagen gelegt. Die Brutdauer beträgt zwischen 18 und 21 Tagen. Meist brütet die Henne nachts und der Hahn tagsüber. Partnerfüttern wurde bei frei lebenden Nymphensittichen nur sehr selten beobachtet. Die Küken sind beim Schlupf blind, die Augen öffnen sich um den 10. Lebenstag. Nach etwa vier Wochen verlassen sie die Nisthöhle und lernen fliegen. Selbstständig sind Nymphensittiche nach acht bis zwölf Wochen, die Geschlechtsreife erlangen sie im Alter von etwa neun bis zwölf Monaten.

## Haltung als Heimtiere

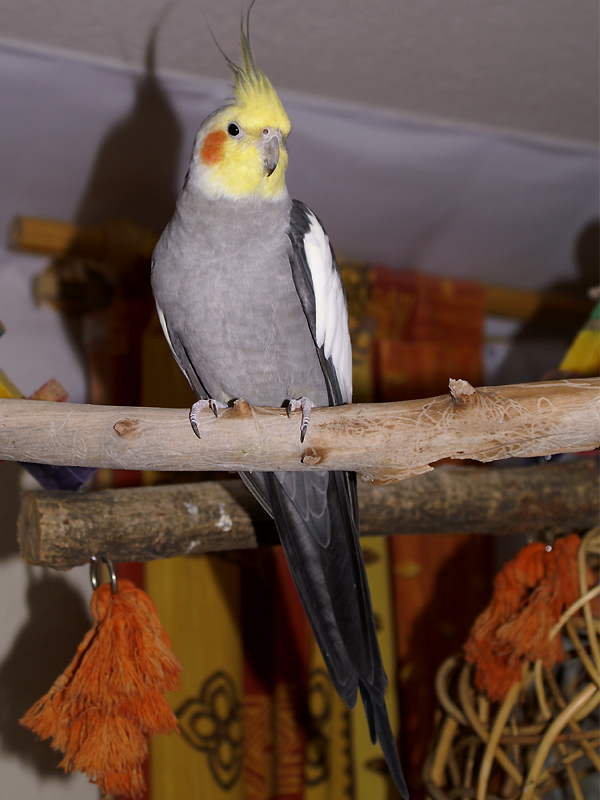
Hahn, wildfarben

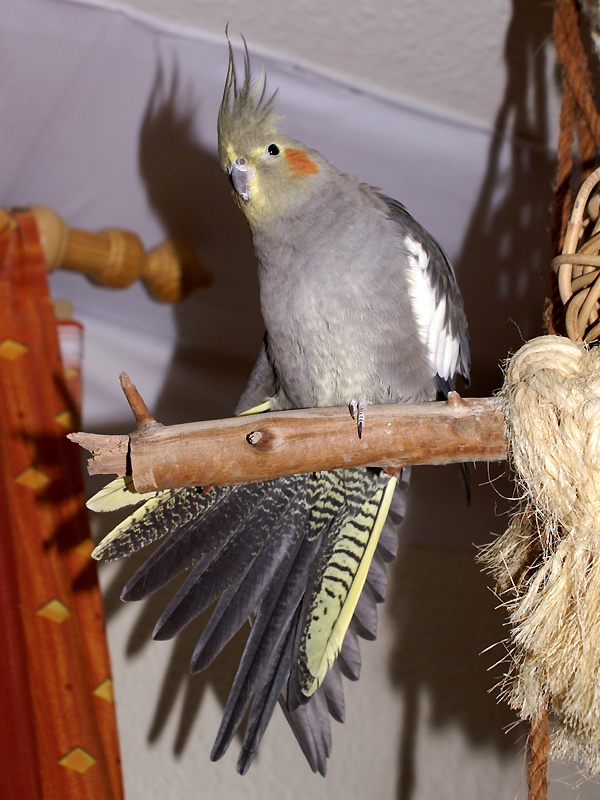
Henne, wildfarben

Nymphensittiche sind sehr anpassungs- und widerstandsfähig. Sie brüten deshalb in Gefangenschaft auch unter nicht-optimalen Lebensbedingungen. Daher wurden sie schon früh als Heimtiere geschätzt.
Nymphensittiche sind auch bei Heimtierhaltung ausgeprägte Schwarmtiere, weshalb von einer Einzelhaltung stark abzuraten ist. Die gegengeschlechtliche paarweise Haltung ist daher ideal. Einzelhaltung kann zu Verhaltensstörungen und Fehlprägungen auf den Menschen führen. Aus ruhigen, ausgeglichenen Vögeln können Schreier, schlimmstenfalls sogar Rupfer werden. Das heißt, sie verstümmeln sich selber, indem sie sich ihr eigenes Gefieder ausreißen. Nackte Körperpartien, Narbenbildung und langjährige Schwierigkeiten bei der Resozialisierung sind keine Seltenheit.
Nymphensittiche benötigen viel Platz. Im Gutachten über Mindestanforderungen an die Haltung von Papageien vom 10. Januar 1995 (herausgegeben von der „Sachverständigengruppe Gutachten über die tierschutzgerechte Haltung von Vögeln“) wurde der Nymphensittich zwar nicht mit berücksichtigt, jedoch kann von der für vergleichbar große Vögel empfohlenen Mindestgröße für ein Paar in reiner Käfig- oder Volierenhaltung ausgegangen werden: sie beträgt zwei Meter Breite, einen Meter Tiefe und einen Meter Höhe. Die Größe der Grundfläche ist entscheidend, nicht die Höhe. Der höchste Punkt der Voliere muss mindestens auf Augenhöhe der Menschen sein, da die Vögel sich sonst unwohl fühlen. Zur Einrichtung eignen sich ungiftige Naturäste in verschiedenen Dicken, Sisalseile, Schaukeln und kleine Sitzbretter. Naturhölzer sind für die Abnutzung der Krallen von Vorteil, so dass ein Kürzen durch den Menschen nur äußerst selten nötig wird.
Jegliche Plastikeinrichtung dagegen birgt hohe Gesundheitsrisiken. So können geriffelte Kunststoffstangen und mit Sandpapier umwickelte Sitzstangen zu Ballengeschwüren führen. Darüber hinaus kann es zu inneren Verletzungen aufgrund aufgenommener Plastikteile kommen.

### Ernährung
Zur Fütterung eignen sich Edelstahl- oder Keramiknäpfe. Bei großem Platzangebot kann man auch in Tonschalen auf dem Boden füttern. Nymphensittiche entspelzen die Körner, daher sind Futterspender ungeeignet. In großen Wasserschalen wird gern gebadet.
Eine vielseitige Saatenmischung bildet das Grundfutter. Die im Handel erhältlichen Großsittichmischungen enthalten meist zu viele Sonnenblumenkerne, welche zu ölhaltig sind. Daher ist es sinnvoll, zu zwei Dritteln eine Wellensittichfuttermischung unterzumischen. Kolben- und Rispenhirsen sind entsprechend der natürlichen Futteraufnahme eine besonders geeignete Ergänzung. Gemüse, Obst und frische Kräuter stellen einen wichtigen Teil der Ernährung dar, ebenso wie Keimfutter. Belaubte Äste von ungiftigen Bäumen sind sinnvoll zur Beschäftigung der Vögel und als Quelle für Vitamine und Mineralien.

### Verhalten
Die Tiere orientieren ihren Tagesablauf immer an den anderen Mitgliedern des Schwarms. Sie fressen gemeinsam, schlafen und putzen sich zur gleichen Zeit. Die oftmals im Zoohandel angebotenen Spiegel simulieren einen nicht vorhandenen Sozialpartner. Sie sind als tierschutzwidrig abzulehnen.
Nymphensittiche zeigen ein sehr interessantes Balzverhalten. Die Hähne umwerben ihre erwählte Henne mit Gesang. Dabei stolzieren sie mit leicht abgestellten Flügeln um sie herum. Der Gesang ist individuell ausgeprägt und verändert sich. Die Hähne üben nicht nur neue Gesänge ein, sondern kombinieren diese auch mit festgelegten Bewegungsabläufen. Sie strecken zum Beispiel die Flügel aus zu einer bestimmten Tonabfolge.
Das Nagen an verschiedenen Einrichtungsgegenständen wie Tapeten, Bildern und Türrahmen entspringt den natürlichen Verhaltensweisen der Nymphensittiche. Man kann mit Naturkork und frischen Ästen einen Ausgleich schaffen, um solche Knabberattacken zu verhindern.
Bei trockener Heizungsluft und im Sommer baden und duschen Nymphensittiche sehr gern. Einige Tiere nutzen dazu die Wasserschale, andere bevorzugen es, mit einer Blumenspritze abgeduscht zu werden. Dabei sträuben sie ihr Gefieder auf und strecken die Flügel vom Körper ab.